# Emilio Prato
Emilio Roberto Prato (Argentina, 7 de diciembre de 1932 - Buenos Aires, 17 de agosto de 2007) fue un futbolista argentino que se desempeñaba como Back derecho, Surgió de las inferiores del Club Atlético Lanús y se destacó durante los años 50.

## Trayectoria
Prato debutó en la primera división de Lanús el 19 de abril de 1953, marcando el inicio de una destacada trayectoria con el equipo. Durante su carrera, defendió la camiseta granate en 151 partidos, consolidándose como un pilar defensivo. Formó parte del equipo conocido como "Los Globetrotters" de Lanús, donde formó una dupla defensiva junto a Ángel Beltrán, merced a sus desempeños se ganaron un lugar grande en la historia granate durante la década del 50.
Entre sus logros más notables, Prato fue campeón con Lanús en la Copa Juan Domingo Perón 1955 y subcampeón de Primera División 1956.
En 1960 continuaria su carrera en Club Atlético Tigre donde estuvo hasta 1962, disputando 27 partidos.

## Palmarés

### Títulos nacionales
| Título                              | Club                | País      | Año  |
| ----------------------------------- | ------------------- | --------- | ---- |
| Copa Competencia Juan Domingo Perón | Club Atlético Lanús | Argentina | 1955 |

### Títulos amistosos
| Título                                               | Club                | País       | Año  |
| ---------------------------------------------------- | ------------------- | ---------- | ---- |
| Trofeo Ricardo Saprissa                              | Club Atlético Lanús | Costa Rica | 1956 |
| Trofeo Otto Fallas                                   | Club Atlético Lanús | Costa Rica | 1956 |
| Trofeo de la Asociación de Periodistas de Costa Rica | Club Atlético Lanús | Costa Rica | 1956 |
| Trofeo Tabacalera Mexicana                           | Club Atlético Lanús | México     | 1957 |